# Машда
Машда (сын Атаба) — одиннадцатый правитель Раннего Династического II периода Шумера после Всемирного потопа, одиннадцатый представитель первой династии города-государства древнего Шумера Киша, расположенного на юге древней Месопотамии, который правил 840 лет, согласно Ниппурскому царскому списку. Как и другие правители I династии Киша до Этаны, он был назван в честь животного. «Машда» в переводе с аккадского означает «газель». 
Историчность сомнительна. Имена правителей до Этаны, кроме Ниппурского царского списка, неизвестны из других исторических источников, и их существование археологически не подтверждено.
Принято считать, что годы его правления значительно завышены. Согласно царскому списку, его сменил сын Арвиум.